# Handschrift 1644

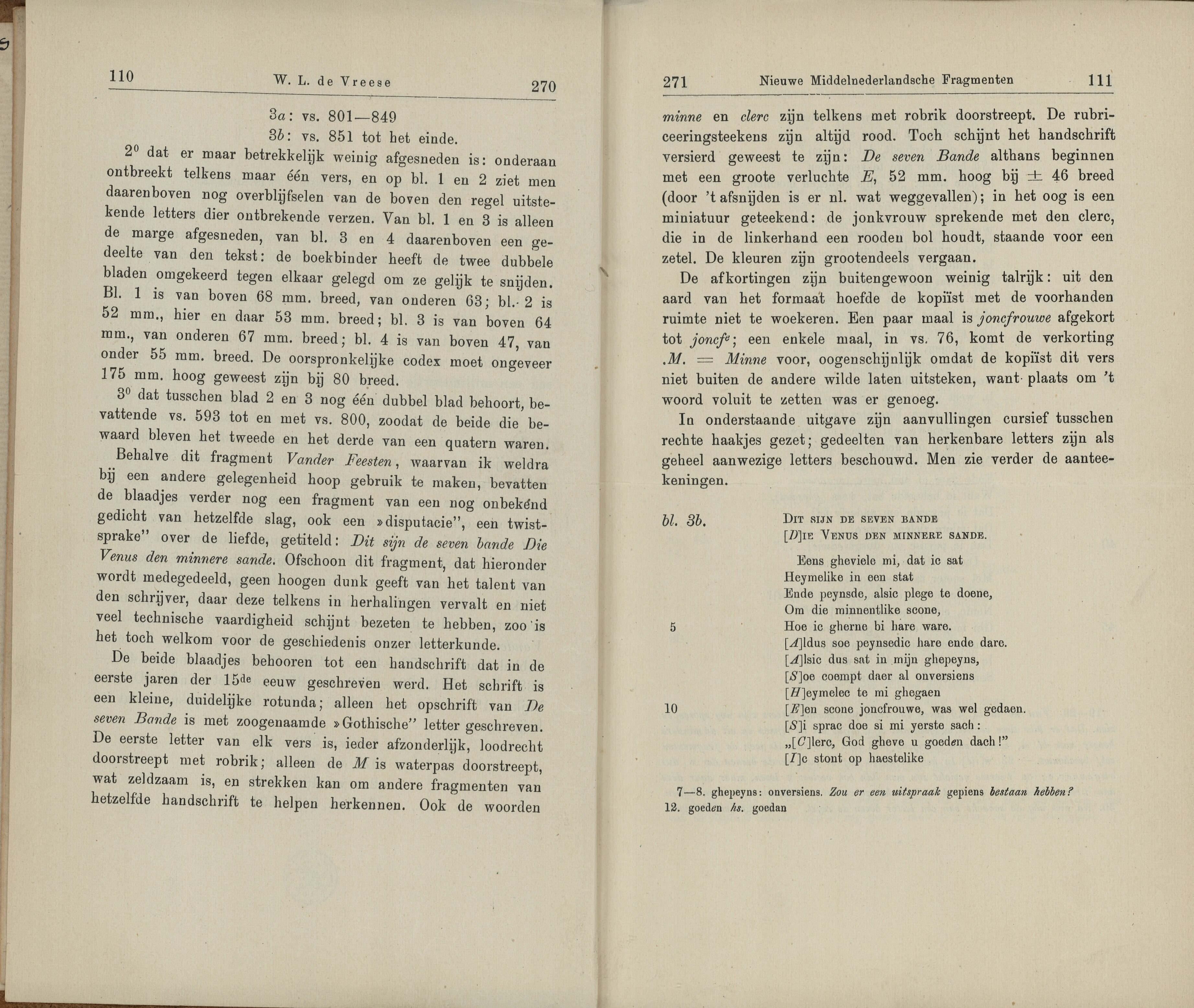
Fragment uit handschrift 1644, originele tekst vervaardigd in de eerste helft van de vijftiende eeuw.

Handschrift 1644 is een Middelnederlands manuscript dat enkele fragmenten bundelt. Het handschrift wordt bewaard in de Universiteitsbibliotheek Gent onder de titel Van der feesten. Twistspraak over de liefde (Dit sijn de seven bande die Venus den minnere sande).

## Het Handschrift
Handschrift 1644 werd vervaardigd in het begin van de vijftiende eeuw, in de Nederlanden. Het bestaat uit twee delen, het eerste deel zijnde een fragment van het bekende Van der feesten een proper dinc, het tweede zijnde een fragment uit de Twistspraak over de liefde (Dit sijn de seven bande die Venus den minnere sande). Het eerste fragment bestrijkt folio's 1r. tot en met 3v., terwijl het tweede fragment zich bevindt op folio's 3v. tot en met 4v. Wie de auteurs van deze verhalen zijn is onbekend, wie de drukker was van de fragmenten evenmin. Van der feesten een proper dinc is bekend in de Middelnederlandse literaire traditie, terwijl het verhaal van de Twistspraak over de liefde nog ongekend is voor het grotere publiek. 

## Van der feesten

#### Inhoud
Zoals bleek uit nauwkeurig onderzoek heeft Van der feesten een proper dinc tussen een ‘verhalend’ begin en slot een ‘lerend’ middenstuk. Het hele gedicht telt 864 regels, 216 strofen. Daarvan beslaat de verhalende inleiding 76 regels, 19 strofen, de ‘uitleiding’ 12 regels, 3 strofen. Het middenstuk, een dialoog tussen een ‘clerc’ - de ik-figuur van de vertellende stukken - en een ‘vrouwe’, een adellijke dame, neemt dus 776 regels, 194 strofen voor zijn rekening.

#### Overlevering
Het enige volledige handschrift, het Hulthemse, dat aan verschillende tekstedities ten grondslag heeft gelegen, is sterk Brabants gekleurd, terwijl de dichter van Van der feesten een proper dinc zelf een Vlaming moet zijn geweest. Een ander handschrift, het Haagse, is veel minder compleet en in zijn taalvorm sterk verhollandst (ofschoon het naar verhouding meer Vlaamse vormen heeft bewaard dan het Hulthemse). Verder zijn er alleen nog een paar fragmenten, waaronder het fragment in handschrift 1644. Dat is alles bij elkaar zeker te weinig om van een goede overlevering te kunnen spreken. Niet alleen de taalvormen van de dichter, ook zijn dichterlijke vorm heeft van de kopiisten te lijden gehad: de twee voornaamste, van het Hulthemse en het Haagse handschrift, geven slag op slag blijk slecht naar het versritme te hebben geluisterd. 